# Fernande Rousseau
Fernande Rousseau est une artiste peintre et aquarelliste belge née à Biesme le 19 décembre 1913 et morte le 28 octobre 1963 à Obourg.

## Biographie

### Jeunesse
Fernande Rousseau est la fille du lieutenant-colonel Paul Rousseau et la nièce du compositeur Fernand Rousseau, tous deux militaires dans l'armée belge. Elle est également une cousine du peintre Maurice Jean Lefebvre, professeur à l’École des Beaux-Arts de Saint-Gilles. Elle passe sa jeunesse à Bruxelles puis à Obourg, près de Mons.

### Formation
Fernande Rousseau étudie la peinture à l’Académie des Beaux-Arts de Mons avec Louis Buisseret. Elle complète sa formation à l’Institut supérieur des Beaux-Arts d'Anvers, dans l’atelier d'Isidore Opsomer mais également avec Albert Saverys. Après Anvers, elle se perfectionne ensuite à Paris. À Montparnasse, elle peint à l'Académie de la Grande Chaumière, sous la direction d’Othon Friesz.

## Œuvre

### Peintures et aquarelles
En raison de ses différentes influences, son travail de peintre est complexe ou dual. Selon Pierre Dupont, sa peinture retiendrait, d'une part de l’École de Mons, « le sens de la clarté du dessin, de l'organisation du tableau »; et d'autre part d'Isidore Opsemer, « cette technique large et puissante, ce travail de la pâte qui caractérise sa dernière période ». Selon Paul Caso , « elle a enrichi à sa manière ce qui fait le prestige de la peinture wallonne : les trésors de la vie intérieure, le double souci d'idéaliser et d'abstraire ».
Pour Maurice Willam, à côté de ces productions plus académiques, c'est dans les aquarelles que la spontanéité de Fernande Rousseau se révèle le mieux.

### Reconnaissance
Reconnue pour sa virtuosité, Fernande Rousseau est associée au mouvement artistique de sa région mais également au niveau national. Le cercle d'art « Bon vouloir" », dont elle a fait partie une vingtaine d'années, lui a rendu hommage en 1989. Elle était également membre de l'association « Les Artistes du Hainaut » et a participé, en 1950 et 1951, à deux expositions annuelles de l'association « Les Amis de l'Art Wallon ».
Plusieurs de ses tableaux font, par exemple, partie des collections du musée des Beaux-Arts de Mons.